# Dagmar Overbye
Dagmar Johanne Amalie Overbye, född 23 april 1887 i Assendrup, död 6 maj 1929 i Köpenhamn, var en dansk seriemördare. Hon mördade minst nio barn under åren 1916-1920 och var en så kallad änglamakerska.
Overbye tjänade pengar på olagliga adoptioner. Hon övertog mot kontant engångsersättning barn från mödrar som inte kunde eller ville ta hand om sina barn. Barnen mördade hon i regel samma dag som de överlämnades i hennes vårdnad. Sina offer hittade Overbye genom att annonsera om adoptioner i dagstidningar.
Overbyes verksamhet avslöjades 1920 då en mor ångrade sig och ville hämta hem sitt barn. När barnet inte återfanns vände sig modern till polisen som vid en husrannsakan hittade barnets lik i Overbyes kakelugn.
Overbye erkände totalt 16 mord men endast nio av dessa kunde bevisas. Hon kunde inte lämna någon förklaring till sina handlingar men bedömdes vara psykiskt frisk.
Overbye dömdes till döden men domen verkställdes inte utan omvandlades redan efter en månad till livstids fängelse utan möjlighet till villkorlig frigivning. Hon avled 1929 i Vestre Fængsel i Köpenhamn.

## Eftermäle
Den Oscar-nominerade filmen Flickan med nålen är inspirerad av historien om Dagmar Overbye. Trine Dyrholm porträtterar där Overbye.